# Adlerborg
Adlerborg var en svensk adelsätt som skapades och utdog med den 1689 adlade köpmannen Johan Goës, vilken avled 1698 och själv slöt sin ätt.
Johan Goes var född i Otterndorff i Lauenburg och flyttade 1671 till Stockholm där han blev borgare och köpman. Han blev assessor i Kommersekollegium och idkade en vidlyftig handel och ökade därigenom kronans inkomster samt blev därför adlad.
Johan Adlerborg var gift 1690-03-13 i Stockholm med Christina Törne (1674 - 1692), dotter av borgmästaren i Stockholm Mikael Hansson Törne och Brita Tomasdotter Andersen (samt syster till Mikael von Törne).
Barn:
Johan Adlerborg, född och död 1691 i Stockholm. 